# Kummelörarna
Kummelörarna är en ö i Åland (Finland). Den ligger i Skärgårdshavet och i kommunen Sottunga i landskapet Åland, i den sydvästra delen av landet. Ön ligger omkring 36 kilometer öster om Mariehamn och omkring 240 kilometer väster om Helsingfors.
Öns area är 3,2 hektar och dess största längd är 390 meter i sydöst-nordvästlig riktning. Ön höjer sig omkring 5 meter över havsytan.